# Terry Gilliam

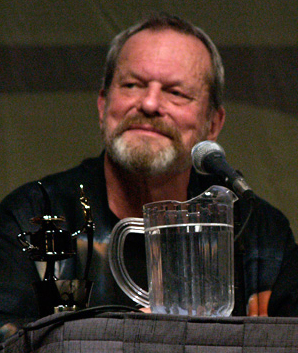
Terry Gilliam în 2009

Terrence Vance Gilliam (n. 22 noiembrie 1940, Minneapolis, Minnesota, SUA) este un regizor, animator, și membru al grupului umoristic britanic Monty Python, născut in Minnesota, Statele Unite. Este singurul membru al grupului născut în afara Marii Britanii.

## Filmografie
După încheierea activității Monty Python-ilor, Gilliam a devenit scenograf și regizor de film. Filmele sale au o importantă componentă fantastico-ironică, abordând probleme de organizare (clase) socială, identitate, integrare socială, libertate, integritate mentală. Caracterele reale sunt acompaniate de personaje simbolice și mitologice, un loc aparte având piticii, cavalerii apocaliptici, toate plasate într-un mediu baroc, inconfundabil din punct de vedere stilistic.
Printre succesele sale se numără Monty Python’s Life of Brian (1979), Brazil (1985), o adaptare după „1984”, romanul lui George Orwell; Regele pescar (1991), unul dintre cele mai frumoase basme ale New York-ului și ale Central Park-ului, 12 maimuțe (1995), Fear and Loathing in Las Vegas, o poveste halucinogenă și Frații Grimm (2005). 
Actorii săi favoriți sunt, pe lângă foștii colegi din Monty Python, Jeff Bridges, Jonathan Pryce, Johnny Depp, Katherine Helmond, Ian Holm, Michael Jeter, Simon Jones, Charles McKeown, Derrick O'Connor, Jack Purvis, Peter Vaughan și Robin Williams

## Distincții
- 2005: premiul Leopardul de aur